# Otto Rosencrantz

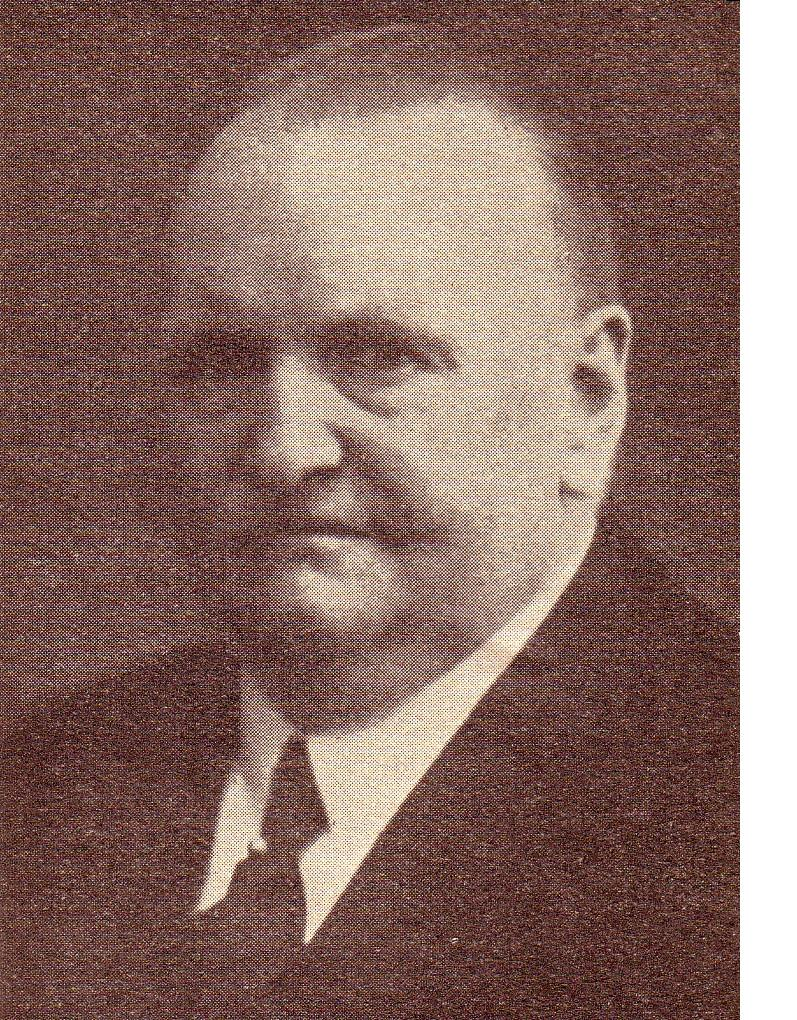
Otto Rosencrantz

Otto Rosencrantz (* 9. Dezember 1875 in Insterburg, Ostpreußen; † 19. Januar 1963 in Bückeburg) war ein deutscher Verwaltungsjurist.

## Leben
Otto Rosencrantz absolvierte das Gymnasium seiner Heimatstadt Insterburg. Zum Sommersemester 1895 immatrikulierte er sich an der Albertus-Universität Königsberg für Rechtswissenschaft. Nach der Referendarausbildung wurde er in Königsberg zum Dr. iur. promoviert. Von 1903 bis 1907 war er Rechtsanwalt in Insterburg. In die innere Verwaltung des Königreichs Preußen getreten, wurde er 1907 Stadtrat und Syndikus in Brandenburg an der Havel. Nachdem er ab 1909 sieben Jahre Senator in Altona gewesen war, kehrte er 1916 als Oberbürgermeister nach Insterburg zurück. Um die Linderung der dortigen Wohnungsnot bemüht, zeigte sich Rosencrantz offen für neue Bauweisen. Im Stadtteil Sprindt wurde die Hauptstraße nach ihm benannt. 1919 unterzeichnete er mit Hans Scharoun den Aufruf zum farbigen Bauen von Bruno Taut und förderte das Kunstleben in der Stadt. Das erste Bauwerk des „farbigen Bauens“ nach der Zeichnung des Aufrufs entstand 1921–1924 am Stadtrand Insterburgs. Von 1919 bis 1921 vertrat er Gumbinnen im ostpreußischen Provinziallandtag. Rosencrantz und Ernst Siehr (damals Reichstagsabgeordneter) sorgten am Ende des Ersten Weltkrieges dafür, dass Insterburg in der Revolutionszeit eine „ruhige Oase“ blieb. 1920 – nach dem Kapp-Putsch – wurde er Regierungspräsident im Regierungsbezirk Gumbinnen. Verantwortung, Ernst, Energie und gelassene Lebensfreude brachten den „Gumbinner Stil“ in die Preußische Staatsverwaltung. Das NS-Regime enthob ihn 1933 dieses Amtes und versetzte ihn in einen kleineren Ort im Kreis Demmin.
Durch Eingreifen seines früheren Vizepräsidenten kam er 1947 von Vorpommern nach Wunstorf. Er stellte sich den Spruchkammern für Entnazifizierungen zur Verfügung. Er zog nach Nienburg/Weser und schließlich nach Bückeburg, wo er als Witwer eine zweite Ehe schloss. Das Corps Palaiomarchia Halle verlieh ihm 1960 das Band.

## Würdigung
Klaus von der Groeben schrieb 1988 über Rosencrantz:

„Er war, sieht man von dem nur kurze Zeit amtierenden Königsberger Präsidenten Bolck ab, der einzige ‚echte‘ Ostpreuße unter den vier ostpreußischen Regierungen zwischen 1920 und 1932. Aufgrund seines erfolgreichen Wirkens erfreute er sich bald allgemeiner Hochachtung und wurde Ehrenbürger. 1920 folgte er Magnus von Braun als Regierungspräsident in Gumbinnen. Er gehörte der Deutschen Demokratischen Partei an, derselben Partei wie der Oberpräsident Siehr, war frei von jeder doktrinären Einstellung und hat sich in seinem Amt als Regierungspräsident [ ] durch Augenmaß, gesunden Sinn und politische Geschicklichkeit bewährt.“

Über Rosencrantz schrieb einer der ihm unterstellten Landräte des Bezirks, der der DNVP angehörende Landrat Roderich Walther in Gumbinnen:

„Der neue Regierungspräsident war Exponent einer andersgearteten Richtung. Aber nach verhältnismäßig kurzer Zeit eines sich gegenseitigen Fremdseins verstand er es doch, durch geschickte Verhandlungsführung und ein gewinnendes Wesen Verständnis für sich bei seinen Untergebenen und langsam auch bei der so konservativen Bevölkerung zu erwerben. Auch mir ist er ein stets wohlwollender Vorgesetzter gewesen, dem ich in nicht geringem Maße meine ganze weitere Laufbahn verdanke. Der Regierungspräsident ließ mir meine politische Überzeugung, achtete sie und förderte mich dessen ungeachtet.“

„Er neigte nicht zu unbedachten Schärfen und war auch bei den Sanktionen gegen die im Regierungsbezirk besonders zahlreichen Kapp-Landräte für Mäßigung, zumal Gumbinnen ohnehin von guten Beamten entblößt war und es erhebliche Anstrengungen kostete, die Lücken zu füllen: Aus dem Reich in diesen entfernten und etwas verrufenen Ort versetzte Beamte versuchten auf jede Weise, die Versetzung rückgängig zu machen und traten den Dienst mitunter gar nicht erst an.“

„Die Amtshandlungen Rosencrantz's waren von aufrichtiger Sorge für die ihm anvertraute Bevölkerung bestimmt. In seiner Amtszeit ist der Bezirk, zunächst durch starke politische Gegensätze bekannt, in verhältnismäßig ruhiges Fahrwasser gesteuert worden. Es hatte seinen Grund, wenn Rosencrantz in seinem Bezirk weniger angefeindet war als sein der Deutschen Volkspartei, also einer weiter rechts stehenden Partei, angehöriger Kollege v. Bahrfeldt aus Königsberg. Rosencrantz ist trotz seiner Zugehörigkeit zu einer der ‚Systemparteien‘ auch nicht von der Regierung des Preußenschlages 1932, sondern erst von den Nationalsozialisten seines Postens enthoben worden. Er zog sich verbittert in das Fischerdorf Sarkau auf der Kurischen Nehrung zurück, wo er [seit Ende der 1920er Jahre] ein kleines Haus besaß. Dass er nicht mehr für Staat und Volk wirken durfte und auch ziemlich bald vergessen wurde, hat ihn schmerzlich berührt. Aber das Schicksal hatte ihm noch Schlimmeres zugedacht. In die Flucht hineingerissen, wurden er und seine Frau [in Neustettin] von den Russen überrollt und mussten, von einem Quartier ins andere geschleppt, in Verkommenheit und Schmutz, in Hunger und Kälte Unsägliches erdulden: »Wir mußten die erbarmungslosen Auswüchse dieses Krieges bis zur Neige durchkosten.« Alles wurde noch schlimmer, als sich die kränkelnde Ehefrau den Oberschenkelhals brach und nahezu bewegungsunfähig wurde; und da auch er wegen eines Knieleidens kaum Lebensmittel einholen konnte, war das Ehepaar der allergrößten Not ausgesetzt. Als es den alten Leuten endlich gelang, eine Zuzugsgenehmigung nach Westdeutschland zu erlangen, kam jede Hilfe für die praktisch verhungerte Frau zu spät. »Ihr Tod berührte mich schmerzlicher als der Verlust von Heimat und Habe.« In Wunstorf und dann in Bückeburg hat Rosencrantz noch achtzehn Jahre, meist auf einen Rollstuhl angewiesen, gelebt, »die Trostlosigkeit dieses Daseins nur mit Mühe ertragend.«“

## Ehrungen
- Eisernes Kreuz am weißen Bande
- Ehrenbürger von Insterburg